# ضريح ابن سينا
ضريح ابن سينا (بالفارسية: آرامگاه بوعلی‌سینا) نصب تذكاري تاريخي يعود إلى دولة بهلوية، ويقع في همدان. هذا هو نصب تذكاري ابن سينا.

## معرض صور

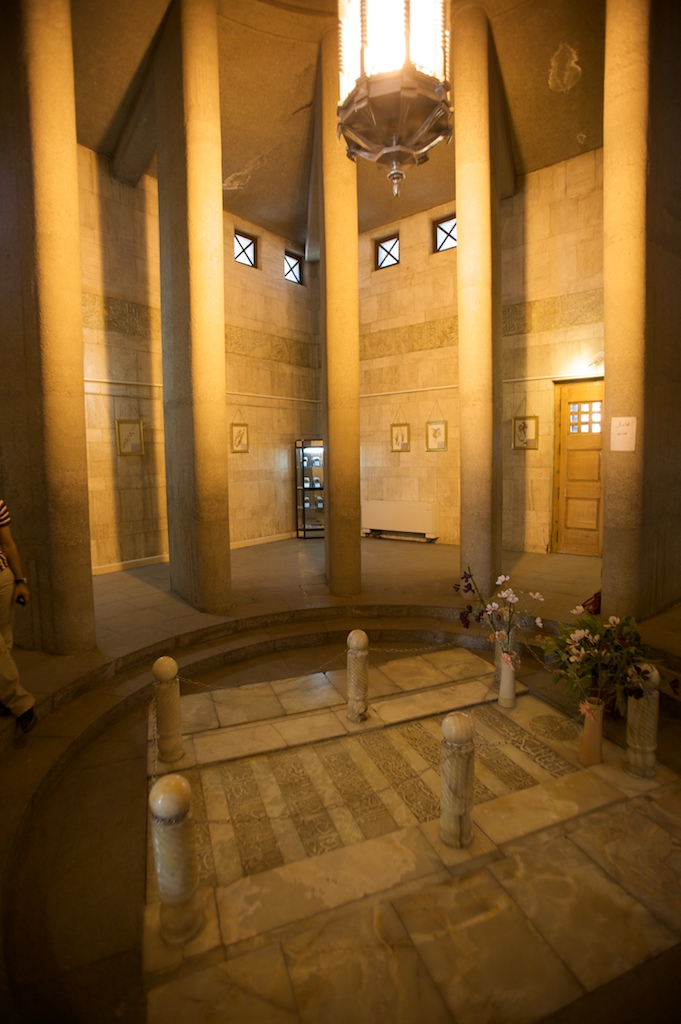
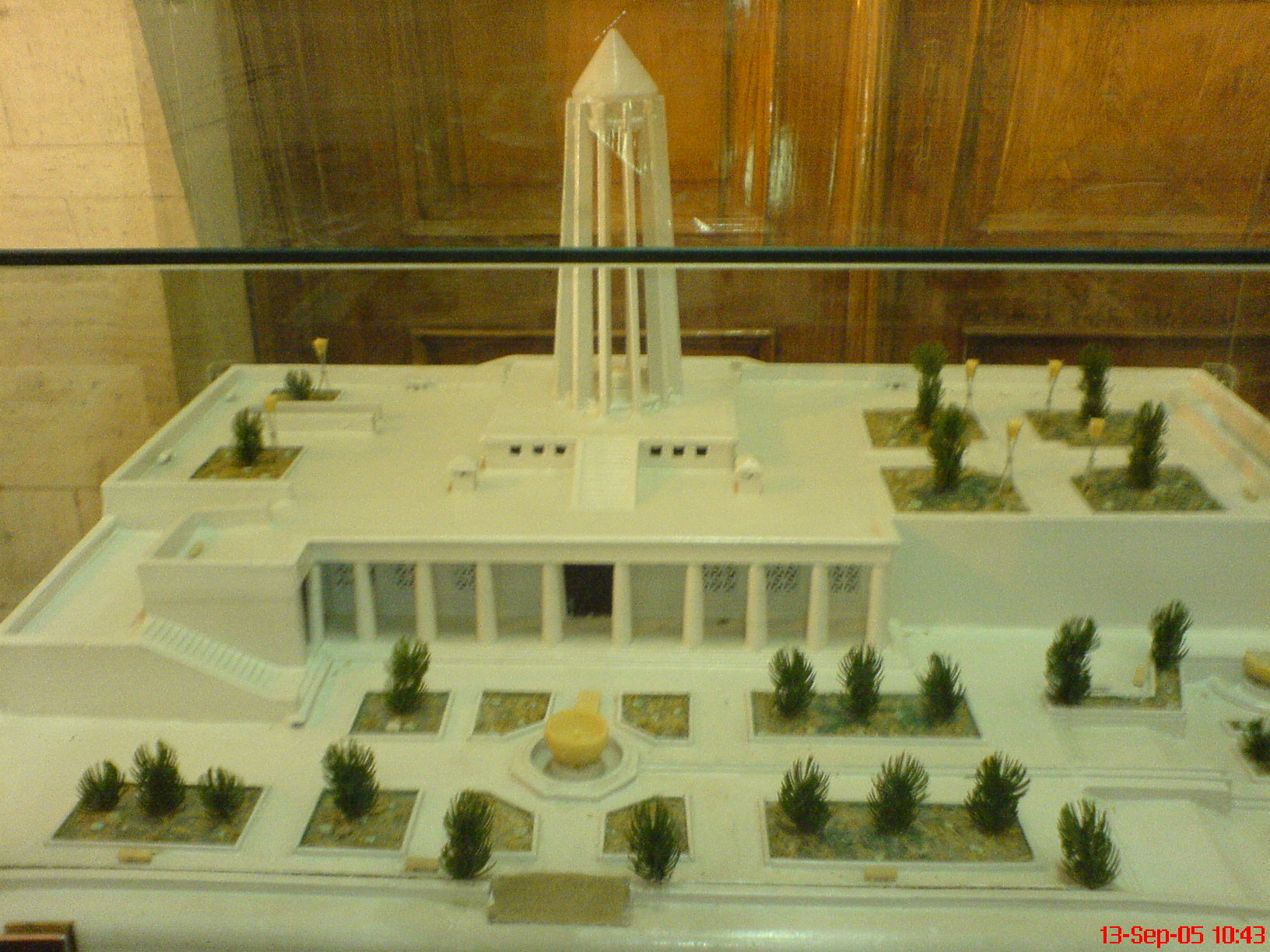
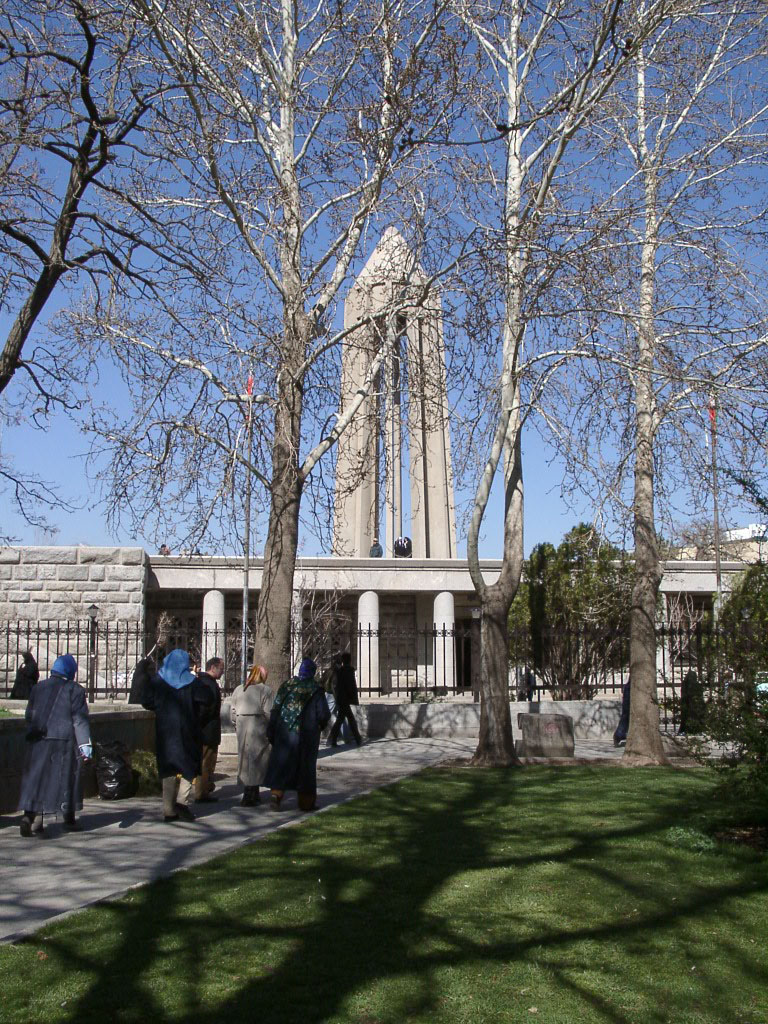
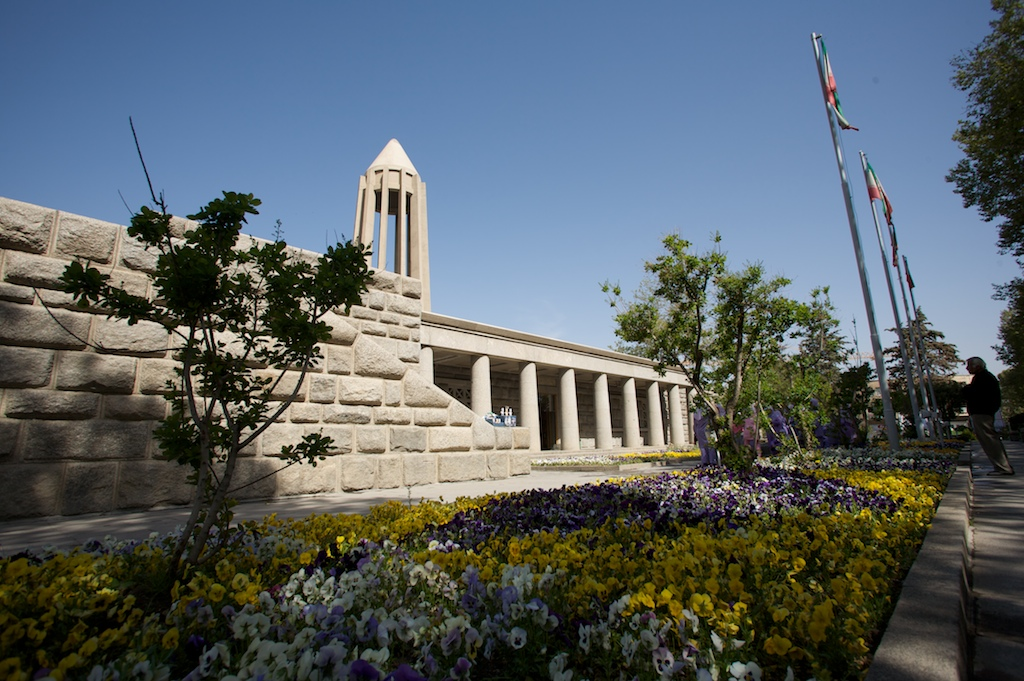
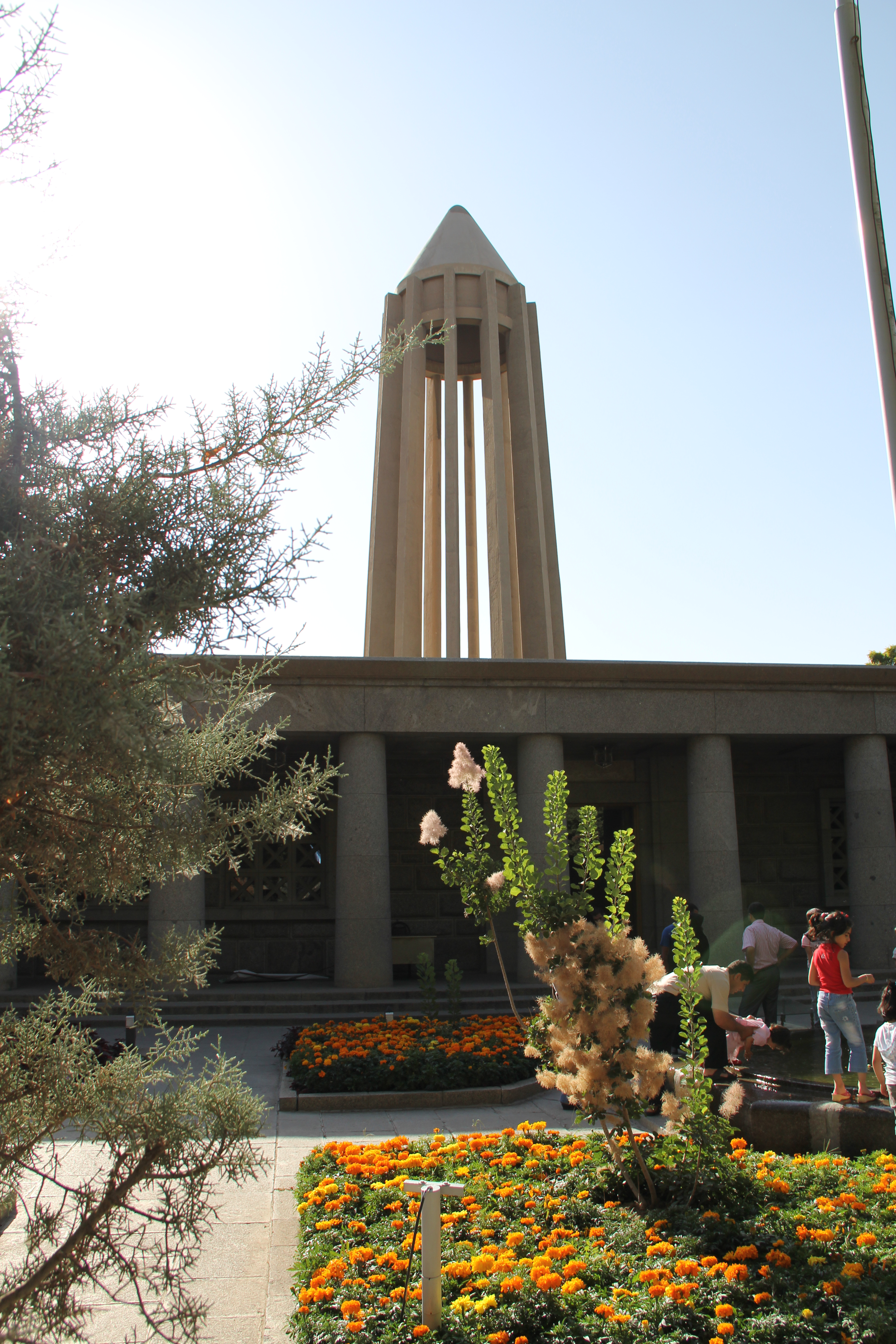
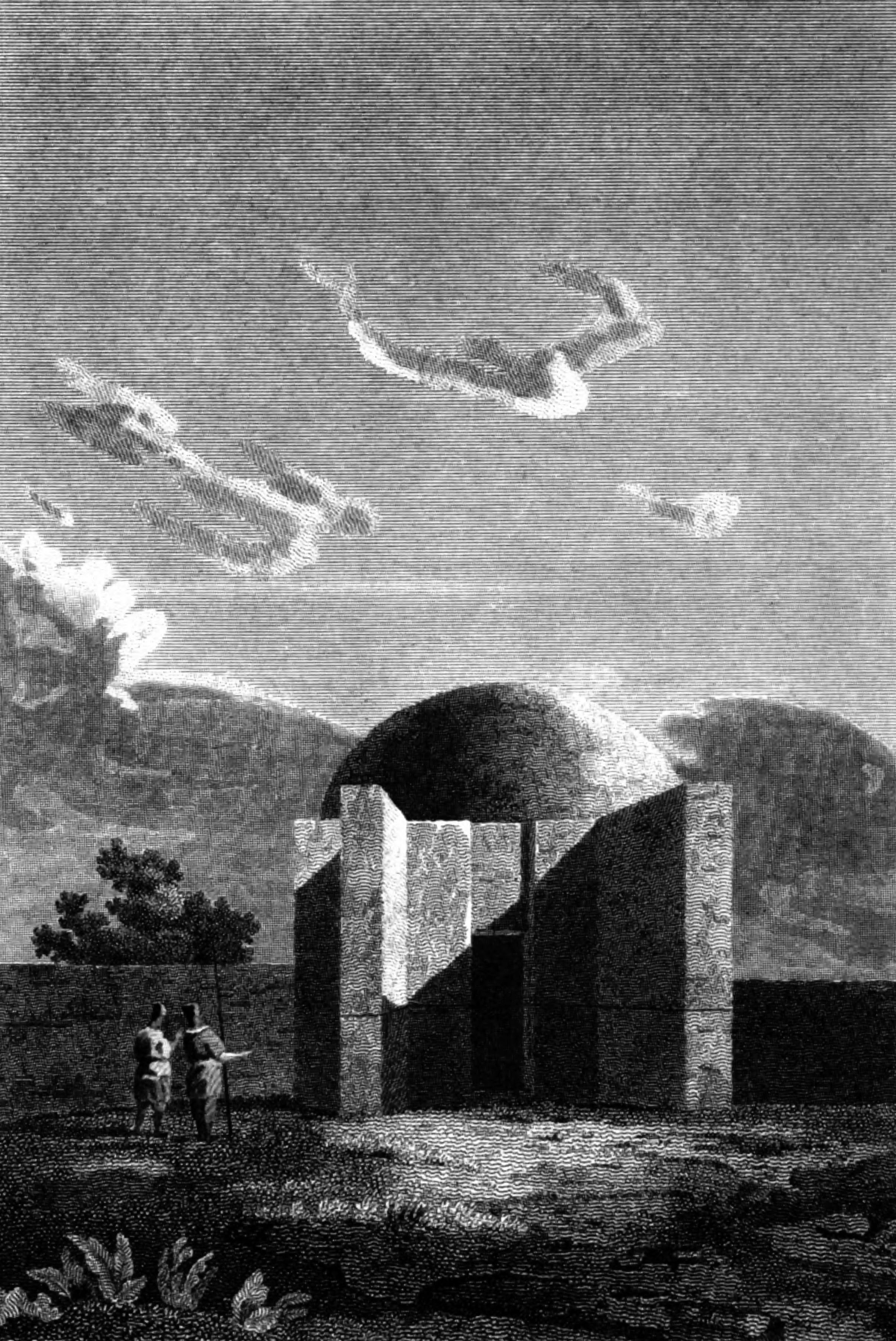